# Ирисов, Роман Сергеевич
Роман Сергеевич Ирисов (род. 8 декабря 1979, Балаково, Саратовская область) — российский политический деятель, предприниматель, глава муниципального округа город Балаково с 13 сентября 2018 года.

## Биография
Родился в 1979 году в городе Балаково.
В 1997 году окончил среднюю школу № 15 города Балаково с серебряной медалью. Во время школьной учёбы являлся активистом скаутского движения.
В 2002 году окончил Балаковский институт техники, технологии и управления — филиал Саратовского государственного политехнического университета.
В 2003—2005 годах проходил срочную службу в Российской армии в ВДВ, город Ульяновск.
В 2005—2007 годах работал заместителем директора в компании ООО «Мариус». Также работал в компании «ПЕПСИ Ко ХОЛДИПКС».
В 2007 году вошел в состав политической партии «Единая Россия», стал заместителем руководителя Балаковского штаба «Молодой гвардии Единой России».
19 марта 2008 года зарегистрировал ИП. Основной вид деятельности — «Деятельность ресторанов и услуги по доставке продуктов питания». В 2013 году открыл ресторан BeerLin, на который год спустя состоялось нападение неустановленных лиц. За поимку причастных к нападению лиц установил награду в размере 100 тысяч рублей.
В 2008 году стал заместителем секретаря политсовета по работе с молодежью партии «Единая Россия».
В 2018 году занял должность секретаря Балаковского местного отделения партии «Единая Россия».
13 сентября 2018 году был назначен на должность Главы муниципального образования город Балаково.
С 2018 года директор филиала Торгово — промышленной палаты Саратовской области в городе Балаково.
В 2019 году Роман Ирисов выступил с обвинениями в адрес местных депутатов от партии КПРФ. Он заявил, что депутаты пытались прорекламировать ресторан на заседании в областной думе.
С 2021 года занимает должность заместителя директора в ГАПОУ СО «Поволжский колледж технологий и менеджмента».

## Награды
- Медаль «За сохранение исторической памяти»[3].

## Личная жизнь
Женат. Есть 2 дочери